# Zvláštní linky autobusové dopravy v Paříži
Zvláštní linky autobusové dopravy v Paříži jsou autobusové spoje, které provozuje společnost RATP na území Paříže a částečně na předměstí, a které se nějak odlišují od pravidelných linek zdejší autobusové dopravy. Mají buď zvláštní jízdní řády nebo jezdí podle speciálního tarifu. Každá linka má své číslo, ale navíc ještě i jméno, pod kterým je provozována.

## Balabus

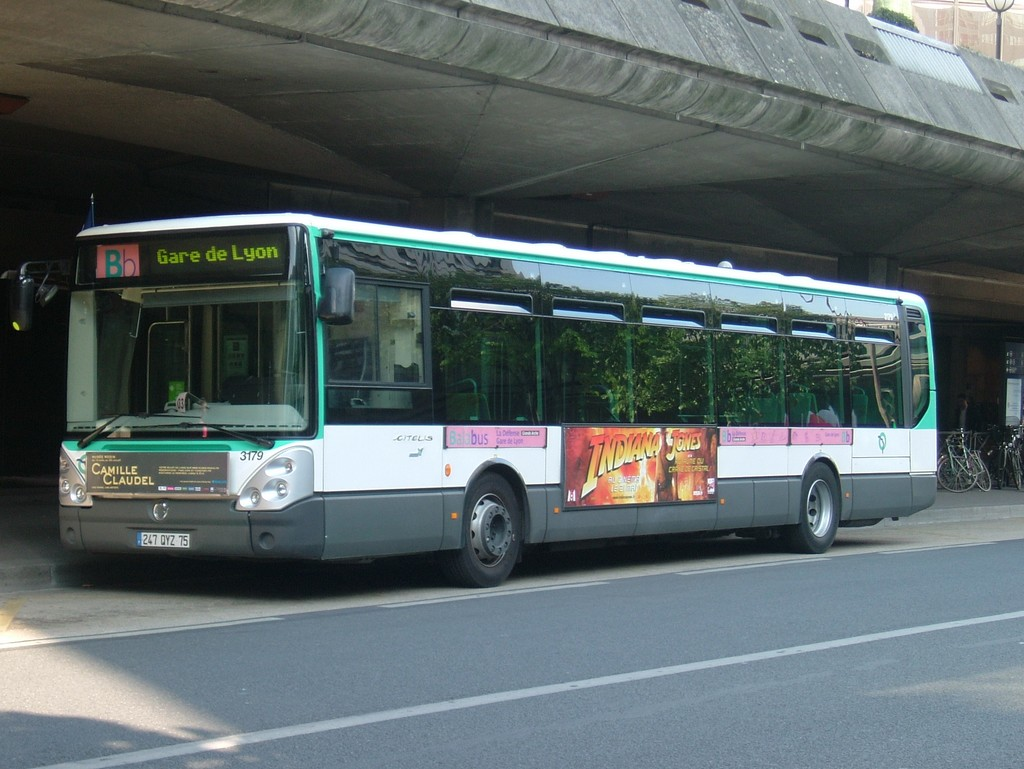
Balabus

Balabus je linka č. 7, která je v provozu od dubna 1990. Jezdí pouze od dubna do září, a to pouze v neděli a ve svátek od 12,30 do 20,00. Spojuje čtvrť La Défense, kde vyjíždí ze stejnojmenné stanice a Lyonské nádraží. Její trať je dlouhá 16,9 km. Balabus je především turistická linka, proto spojuje hlavní pařížská místa, převážně podél Seiny.

## Montmartrobus
Montmartrobus, jak už jeho název napovídá, jezdí na Montmartru mezi stanicemi Pigalle ↔ Jules Joffrin na trati dlouhé 3,2 km, kterou ujede za 29 minut. Tato linka č. 8 byla otevřena v únoru 1983.

## TVM

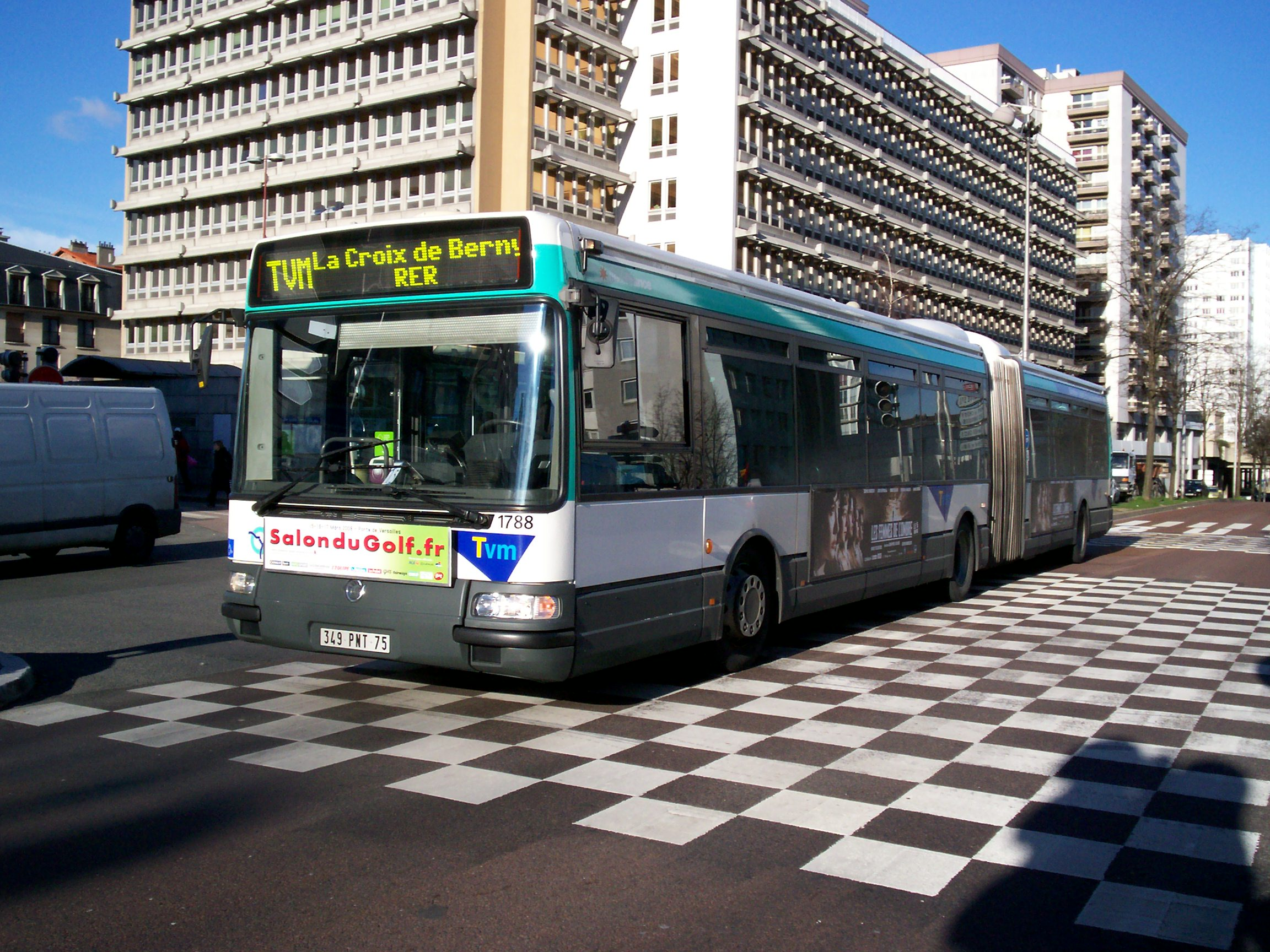
TVM

TVM (Trans-Val-de-Marne) je linka č. 14 otevřená v říjnu 1993. Spojuje město Antony, kde je možný přestup na linku RER B a město Saint-Maur-des-Fossés, kde je přestup na linku RER A. Trať je dlouhá 19,7 km, má 31 zastávek a spoj ji ujede za 55 minut. V roce 2008 přepravila 18,5 miliónů cestujících.

## Orlybus
Orlybus má číslo 283 a existuje od října 1963. Jezdí mezi stanicí Denfert-Rochereau a Letištěm Orly. Trasa je dlouhá 15,3 km a má 10 zastávek.

## Roissybus
Roissybus s číslem 352 jezdí od prosince 1992 mezi stanicí Opéra a Letištěm Charlese de Gaulla. Trasa je dlouhá 30 km a má 11 zastávek.

## t-IGR

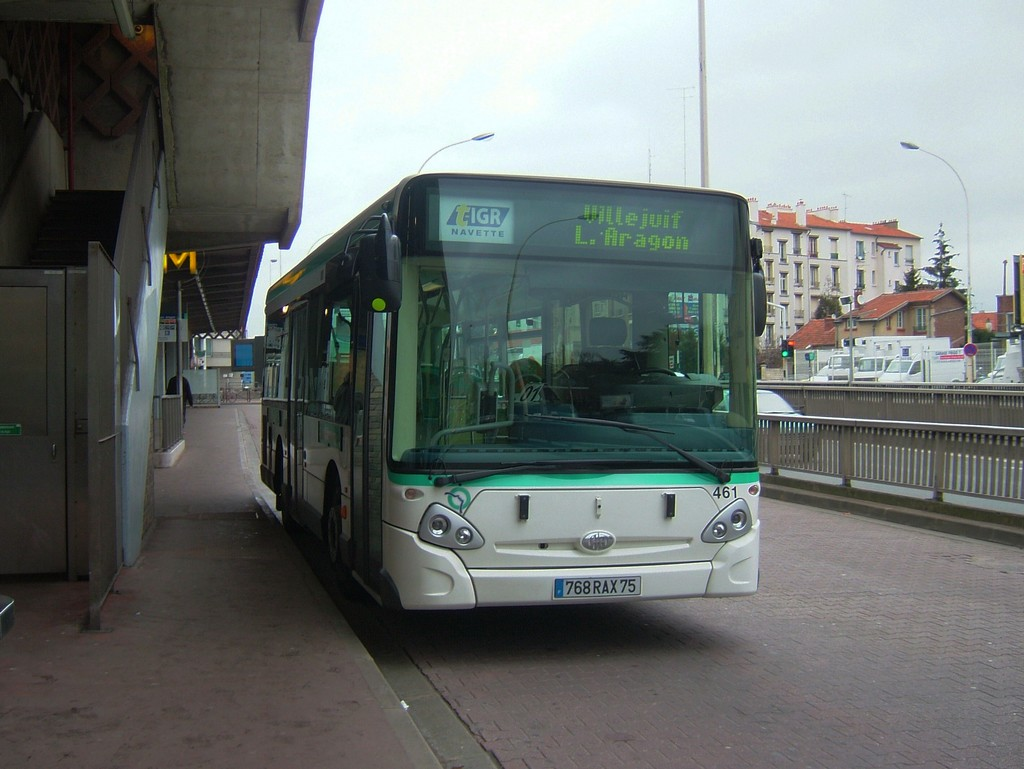
t-IGR

t-IGR má číslo 580 a jezdí od června 2002 mezi nádražím ve městě Arcueil, kde se přestupuje na linku RER B a stanicí metra Villejuif – Louis Aragon.

## Castor
Castor má číslo 652 a jezdí jako náhradní spoj při výluce linky RER C mezi stanicemi Invalides a Gare d'Austerlitz. Jezdí pouze v létě, kdy je zastavena linka C, neboť v tomto úseku až do roku 2017 postupně probíhají rozsáhlé rekonstrukční práce.

## OpenTour

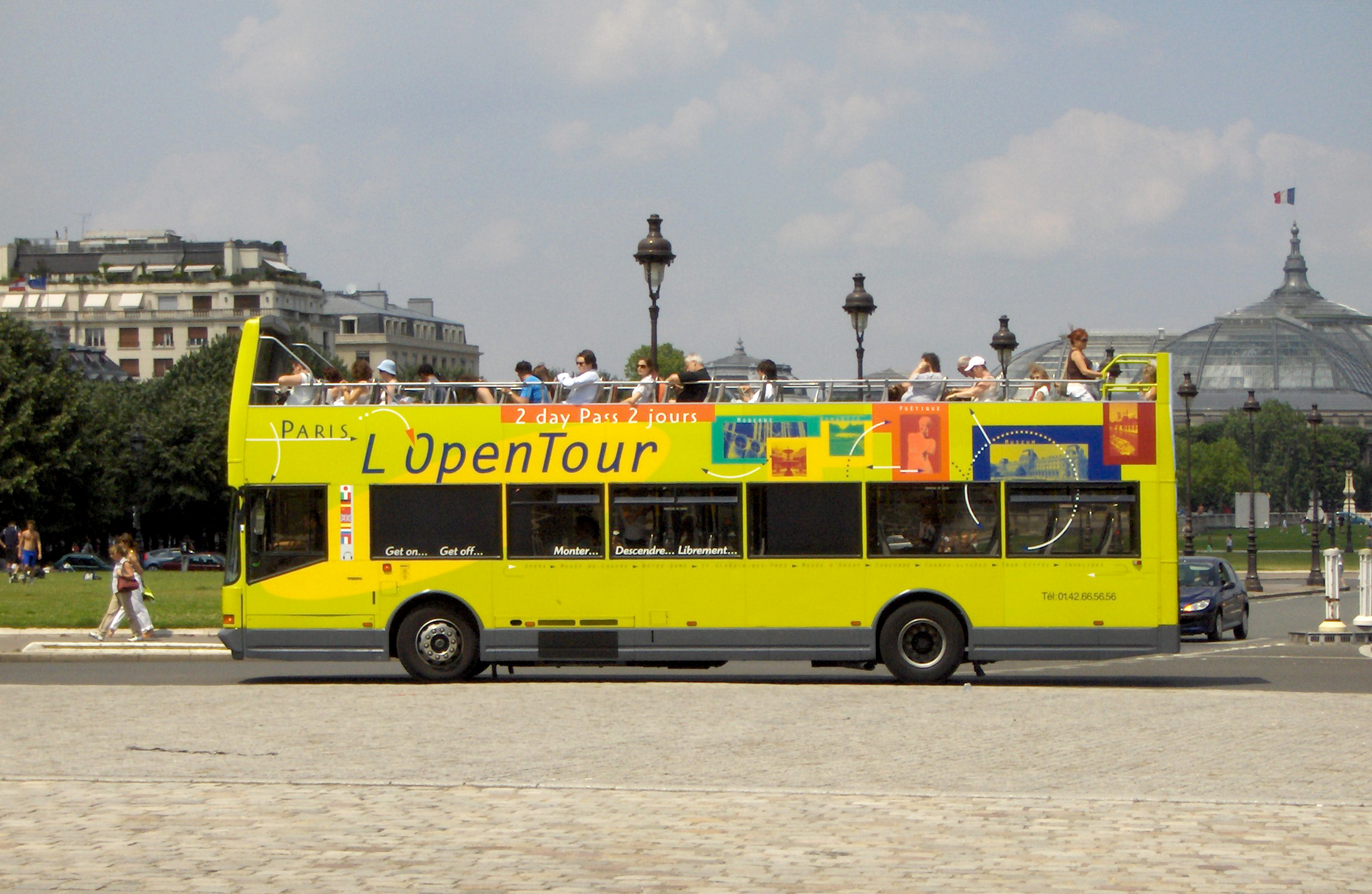
OpenTour u Invalidovny

OpenTour je pravidelná autobusová linka pro turisty provozovaná společně RATP a společností Cityrama. Autobusy typu double-decker jezdí během turistické sezóny kolem nejvýznamnějších pařížských památek na čtyřech tratích pojmenovaných:
- Paris Grand Tour
- Montparnasse - Saint-Germain
- Bastille - Bercy
- Montmartre - Grands-Boulevards

Pro cestování těmito linkami se vydává jízdenka platná jeden nebo dva dny pro neomezený počet přestupů.